# Різні люди
«Різні люди» (рос. «Разные люди») — радянський семисерійний драматичний телевізійний художній фільм (фільм-спектакль), знятий режисером Геннадієм Павловим у 1973 році за сценарієм Наталії Долиніної.

## Сюжет
Соціально-педагогічна драма про учнів 10-го «А» класу однієї з ленінградських вечірніх шкіл робітничої молоді, працівників міських підприємств і їх викладача — недавньої випускниці Ленінградського університету Ірину Сергіївну Лєскову.
Провівши два роки зі своїм класом, молода вчителька вчиться з великою відповідальністю підходити до долі своїх учнів, допомагаючи їм в різних ситуаціях.
Кожна з семи серій (крім останньої) пропонує розповідь про одного з героїв фільму. Через весь фільм проходять персонажі, які об'єднують розповідь: заводський майстер Микола Ілліч Чудаков і старий робочий Петро Петрович Тьомкин.

## У ролях
- Алла Богіна — Ірина Сергіївна Лєскова, викладач у вечірній школі робітничої молоді
- Геннадій Корольков — Григорій Котовський
- Олександр Вількін — Олег Третьяков
- Борис Чирков — Петро Петрович Тьомкін, сусід Родіонова, народний засідатель в суді, колишній робітник заводу
- Наталя Сайко — Ніна Родіонова, сестра Володимира
- Володимир Іванов — Володимир Родіонов, молодий робітник
- Ольга Хорькова — Парасковія Федорівна Родіонова, мати Володимира і Ніни
- Віталій Доронін — Василь Семенович Родіонов, батько Володимира і Ніни
- Віталій Ованесов — Микола Сєдих, водій таксі
- Людмила Долгорукова — Людмила Сєдих, дружина Миколи
- Олександр Бордуков — Федір Іваненко
- Ірина Муравйова — Зінаїда Багляєва, маляр
- Віра Орлова — Анна Борисівна Іваненко, мати Федора
- Микола Макеєв — Олег Миколайович Іваненко, батько Федора
- Геннадій Сайфулін — Леонід Волков, електрик в Ермітажі
- Наталія Гущина — Наташа, дочка Григорія Котовського
- Андрій Попов — Микола Ілліч Чудаков, майстер на заводі
- Олександр Хотченков — Олексій Лєнточкін
- Анатолій Єгоров — Сергій Мамлін
- Олексій Криченков — Валерій Голишев
- Тетяна Ухарова — Валентина Торопижко
- Юрій Захаренков — Гена
- Костянтин Агєєв — Корзунов, виконроб
- Леонід Євтиф'єв — чоловік Валі Торопижко

## Знімальна група
- Автор сценарію:  Наталя Долиніна
- Режисер-постановник:  Геннадій Павлов
- Оператори-постановники: Владислав Єфімов, Олег Манохін, Лев Медекша
- Композитор:  Кирило Молчанов
- Художник-постановник: Віктор Лєсков